# IKC Pius X

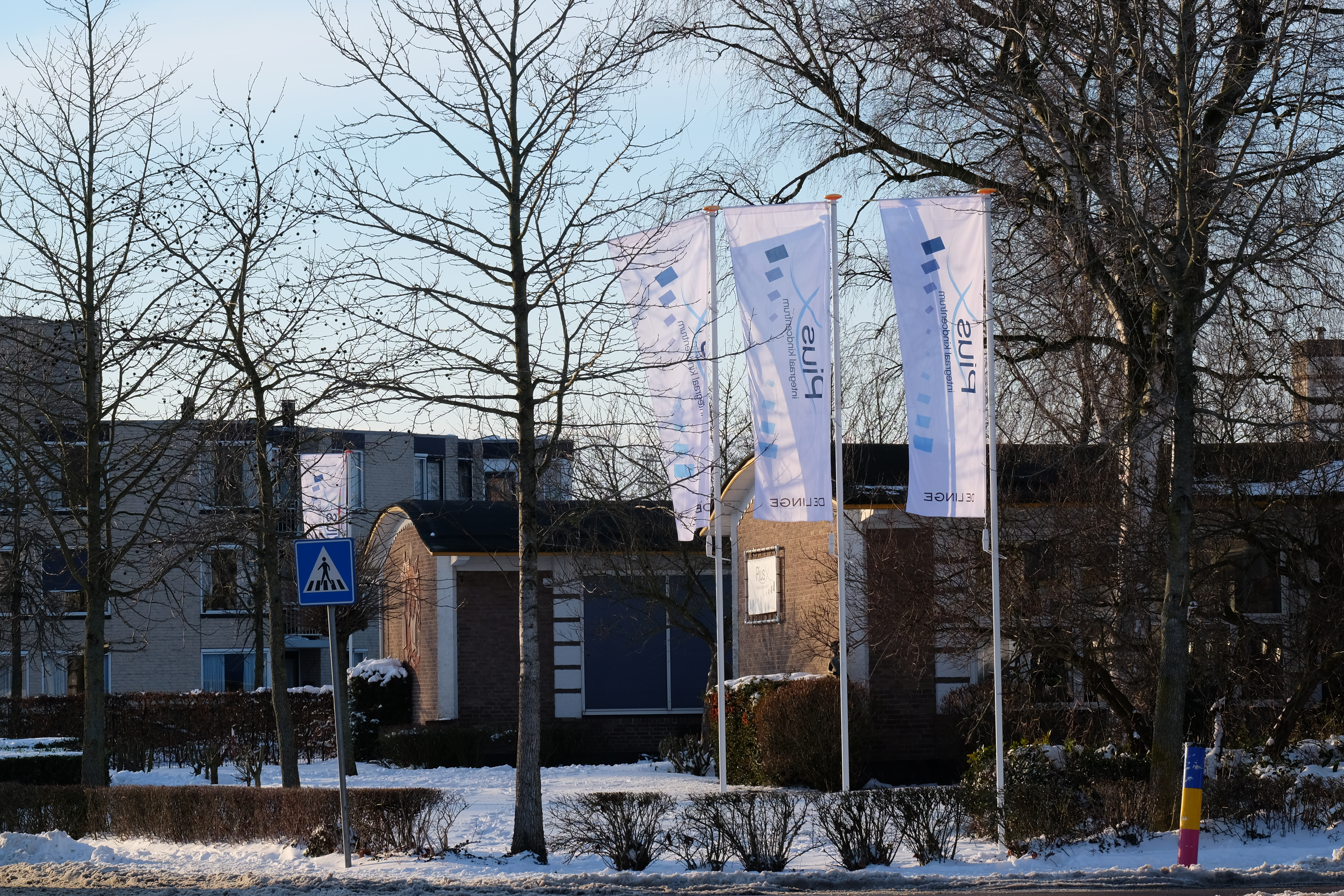
Het schoolgebouw in de winter van 2021.

IKC Pius X (vaak eenvoudigweg de Pius X genoemd) is een integraal kindcentrum in de Gelderse plaats Bemmel. De instelling staat hoofdzakelijk bekend vanwege haar functie als basisschool, maar ook vanwege de kunstwerken van Lou Manche die in het exterieur van het schoolgebouw te zien zijn.

## Geschiedenis
De instelling werd in 1954 onder de naam 'Pius X' geopend als lagere school met een rooms-katholieke denominatie. De school werd vernoemd naar Paus Pius X; deze paus is vooral bekend door zijn inspanningen ter bevordering van de kindercommunie en ook vanwege zijn verzet tegen het modernisme. Het schoolgebouw werd ontworpen door architect Hendrik Willem Valk, die tevens de kerk van Haalderen (OLV Van Zeven Smartenkerk) vormgaf. Direct na de opening had de school ongeveer 170 leerlingen.

## Kunst van Lou Manche

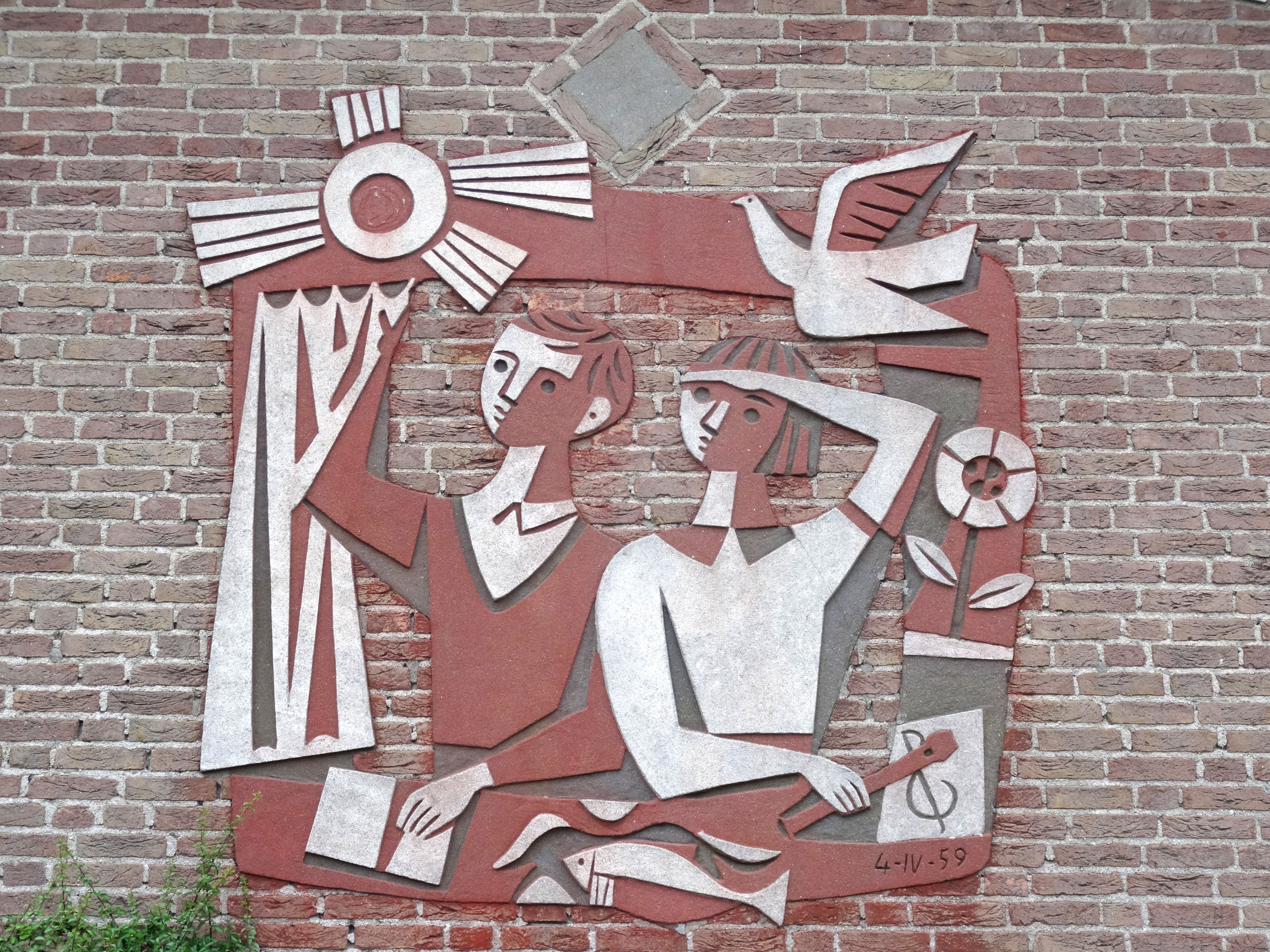
Het sgraffitowerk van Lou Manche in de muur van de linker zuidvleugel van het schoolgebouw.

Aan de buitenzijde van het schoolgebouw zijn vier kunstwerken te zien van beeldend kunstenaar Lou Manche (niet te verwarren met zijn oudere broer Auguste Manche). Het bekendst is het opvallende sgraffitowerk in de muur van de linker zuidvleugel van het schoolgebouw. Manche vervaardigde het laatstgenoemde kunstwerk in 1959.
Op drie van de vier hoeken van de twee zuidvleugels van het schoolgebouw staan (in totaal) drie door Manche gemaakte keramische beelden van kinderen. Het schoolbestuur liet hem deze beelden maken om de hoeken van het gebouw mee te markeren en te verfraaien. De toenmalige directeur van de basisschool, Fons Wierink, kende Manche persoonlijk doordat de kunstenaar een vriend van zijn vader was. Oorspronkelijk zou er nog een vierde beeld van een kind gestaan hebben op de rechterhoek van de linker zuidvleugel van het schoolgebouw. Dit is de enige hoek van de vier zuidvleugelhoeken waar geen beeld staat. Van het beeld Meisje met een blokfluit is de keramische blokfluit die zij oorspronkelijk in haar handen had verdwenen. Het is tot dusver onbekend waar deze blokfluit is gebleven.

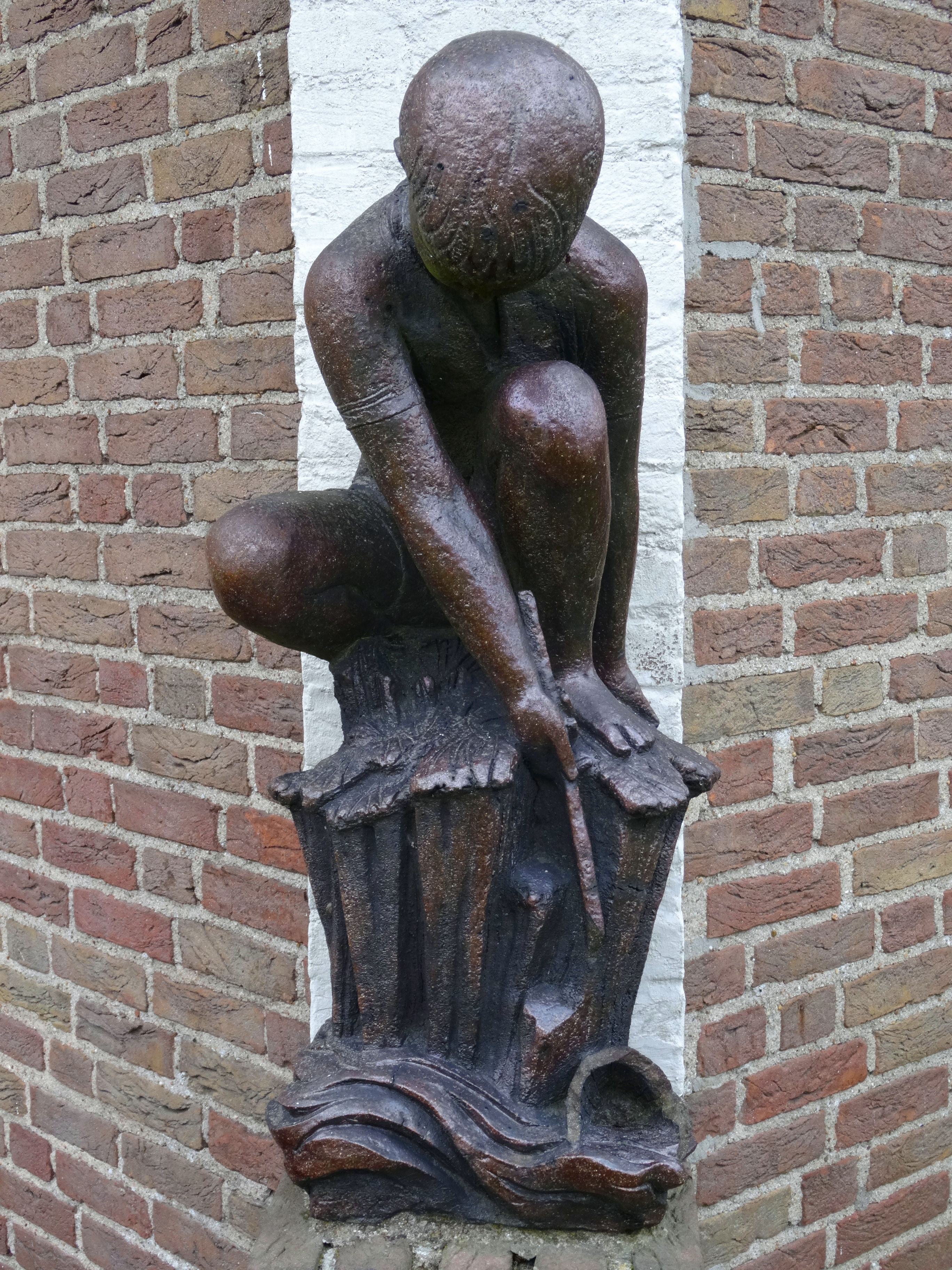
Jongen aan waterkant (Lou Manche, 1954)
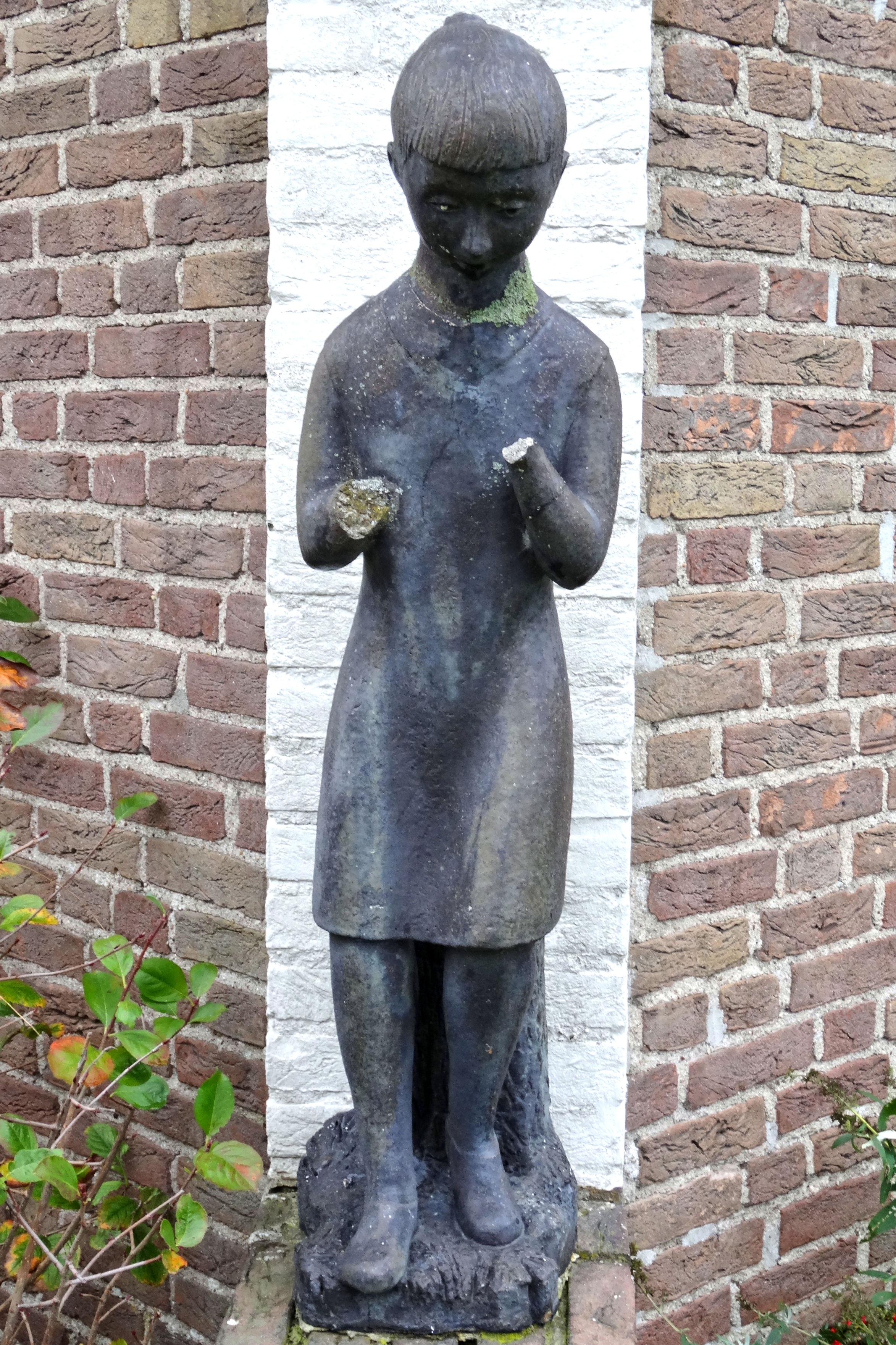
Meisje met een blokfluit (Lou Manche, 1954)
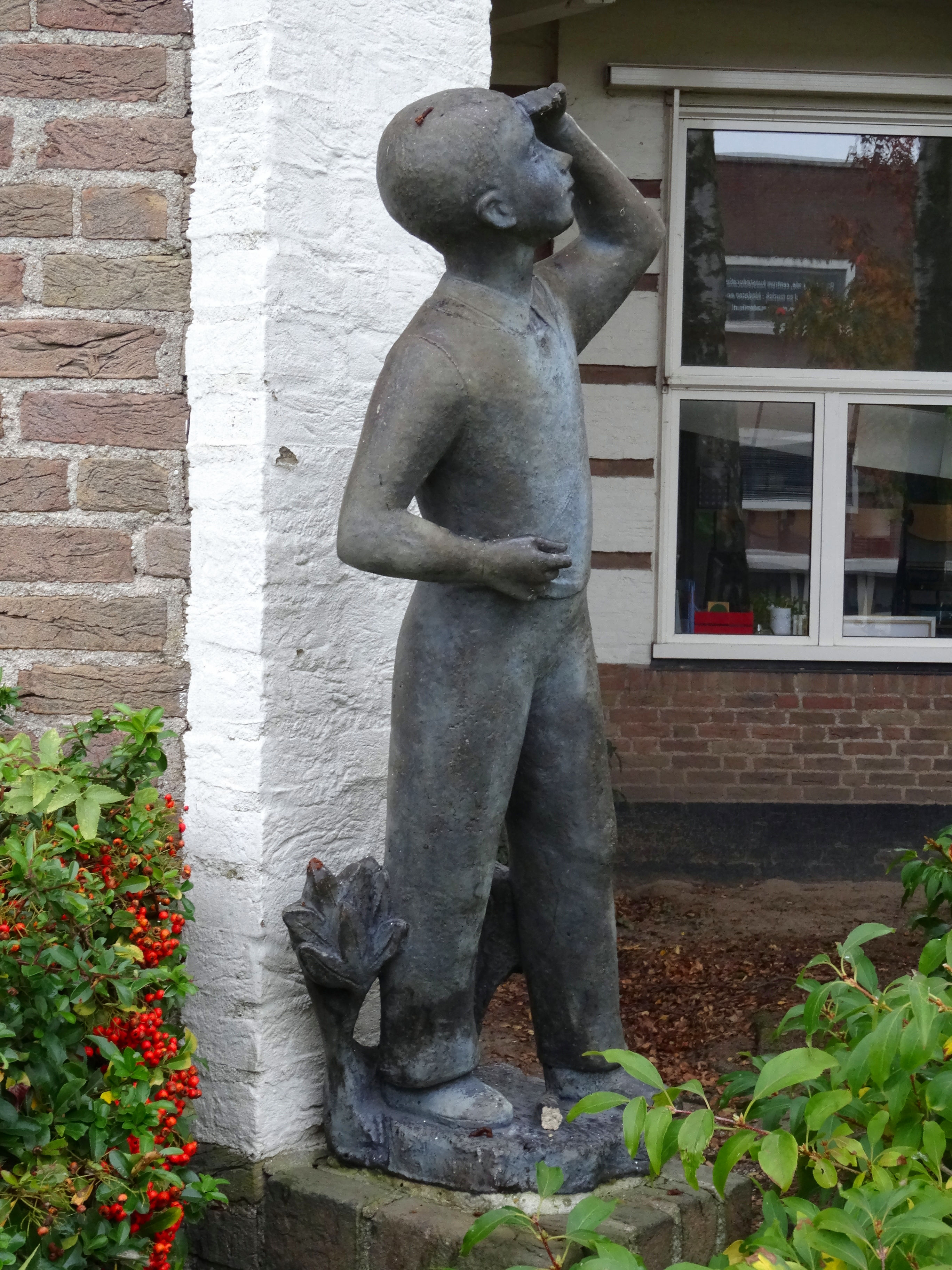
Omhoogkijkende jongen (Lou Manche, 1954)

## Bekende oud-leerlingen
In de onderstaande lijst staan bekende personen die het basisonderwijs doorliepen op IKC Pius X.
- Ruben Hein (1982), zanger/pianist in de jazz- en popmuziek
- Nuva Macare (1997), zanger/pianist in de rockmuziek
- Jesse Schuurman (1998), voetballer, dikwijls spelend als middenvelder
- Wouter Macare (1999), drummer, hoofdzakelijk actief in de metalmuziek
- Job Schuurman (1999), voetballer, actief als doelman